# Conseil pontifical pour les laïcs
Le Conseil pontifical pour les laïcs, organisme de la Curie romaine, a été créé par Paul VI le 6 janvier 1967, par le Motu Proprio Catholicam Christi Ecclesiam. En décembre 1976, le même pape réforme et confirme ce dicastère par le Motu Proprio Apostolatus peragendi. Le dicastère cesse ses fonctions le 1er septembre 2016, et ses compétences sont transférées au dicastère pour les laïcs, la famille et la vie.

## Histoire et missions
Sa mission actuelle a été définie par la constitution apostolique Pastor Bonus, publiée en 1988. Le conseil est chargé de « la promotion et la coordination de l'apostolat des laïcs et, en général, compétent dans les matières qui concernent la vie chrétienne des laïcs en tant que tels  » (art. 131).
Le 22 octobre 2015, le pape François annonce au cours d'une congrégation générale du Synode des évêques sur la mission de la famille dans l'Église et dans le monde, la prochaine fusion du conseil avec le Conseil pontifical pour la famille, pour former une seule et unique congrégation, ainsi que la formation d'une commission pour réfléchir sur les compétences du nouveau dicastère avec pour but d'en discuter lors du prochain Conseil des cardinaux de décembre.
Samedi 4 juin 2016, la salle de presse du Saint-Siège publie les statuts provisoires ad experimentum donnés par le pape François sous forme d'un motu proprio, pour la création d'un nouveau dicastère : « Dicastère pour les laïcs, la famille et la vie », qui verra à partir du 1er septembre, la fusion des conseils pontificaux pour la famille et les laïcs. La constitution Pastor Bonus est elle aussi modifiée afin de permettre ce changement, le conseil pontifical pour les laïcs sera donc supprimé à partir du 1er septembre. C'est le motu proprio Sedula Mater publié le 17 août suivant, qui officialise la création du nouveau dicastère et la suppression des deux conseils pontificaux.

## Composition
Le conseil est composé d'un président, assisté d'un secrétaire et d'une quinzaine d'autres membres, évêques, prêtres et laïcs (hommes et femmes) qui se réunissent périodiquement, auxquels s'ajoutent treize consulteurs convoqués sur des questions spécifiques.

## Présidents
- Cardinal Maurice Roy (1967 - 1976)
- Cardinal Opilio Rossi (1976 - 1984)
- Cardinal Eduardo Pironio  (1984 - 1996)
- Cardinal James Francis Stafford (1996 - 2003)
- Cardinal Stanisław Ryłko (2003 - 2016)

## Secrétaires
- Achille Glorieux (16 janvier 1967 - 19 septembre 1969)
- Marcel Uylenbroeck (nl) (1969 - 2 octobre 1979)
- Lucas Moreira Neves op (7 mars 1979 - 15 octobre 1979)
- Paul Josef Cordes (11 mars 1980 - 2 décembre 1995)
- Stanisław Ryłko (20 décembre 1995 - 4 octobre 2003)
- Josef Clemens (de) (25 novembre 2005 - 1er septembre 2016)